# Александровский (Обливский район)
Александровский — хутор в Обливском районе Ростовской области.
Административный центр Александровского сельского поселения.

## География

### Улицы
| - ул. Буденного, - ул. Заречная, - ул. Лесная, - ул. Мира, - ул. Победы, - ул. Пушкина, | - ул. Степная, - ул. Фрунзе, - ул. Центральная, - ул. Школьная, - пер. Луговой, - пер. Хуторской. |

## Население
| 2010 |
| ---- |
| 325  |